# 秋田敬吾
秋田　敬吾（あきた　けいご、1943年11月23日 - ）は、日本の元オートレース選手。山口県出身、5期、山陽所属。所有車は（プロフェッサA、プロフェッサS、プロフェッサM、プロフェッサー、プロフェッサT）、通算1557勝は高橋貢、小林啓二に次ぎ歴代3位。また、川口所属の秋田貴弘は実の息子（1995年の第14回オールスターで片平巧の2着）。

## 選手データ
- プロフィール
  - 選手登録:1967年2月16日

- 戦歴
  - グレードレース（SG,GI,GII）優勝回数:37回
  - 全国区レース優勝回数、SG優勝回数:1回
  - GI優勝回数:21回（史上第3位）
  - GII優勝回数:15回（史上第2位）
  - 年間最多優勝選手:1回
  - 通算勝利数:1557勝（史上第2位）

## 略歴
- 1967年
  - 2月16日、選手登録（同期に安藤定実など）
- 1970年
  - GII九スポ杯争奪山陽王座決定戦（山陽）で記念初制覇。
- 1971年
  - GII九スポ杯争奪山陽王座決定戦（山陽）を２回制覇。
  - GI会場記念ゴールデンレース（浜松）優勝。
  - GIオート発祥記念船橋オート祭（船橋）優勝。
- 1972年
  - GI開場記念ゴールデンレース（浜松）連覇。
  - GI開設記念山陽グランプリ（山陽）優勝。
- 1973年
  - GI開設記念山陽グランプリ（山陽）連覇。
  - GIスピード王決定戦（山陽）優勝。
- 1975年
  - GII九スポ杯争奪山陽王座決定戦（山陽）優勝。
- 1978年
  - GII九スポ杯争奪山陽王座決定戦（山陽）優勝。
  - この年の最優秀選手賞を受賞。
- 1979年
  - GIIスポニチ杯争奪選抜地区対抗戦（山陽）優勝。
  - GI開設記念山陽グランプリ（山陽）優勝。
  - GIスピード王決定戦（山陽）優勝。
- 1980年
  - GII日刊スポーツ・さざんか杯（船橋）優勝。
  - GII九スポ杯争奪山陽王座決定戦（山陽）優勝。
- 1981年
  - GIダイヤモンドレース（飯塚）優勝。
- 1982年
  - GI春のスピード王決定戦（伊勢崎）優勝。
  - GII九スポ杯山陽王座決定戦（山陽）優勝。
  - SG日本選手権（飯塚）にて特別競走（現SG競走）を史上初の完全優勝で初制覇。
  - この年の特別賞と日本プロスポーツ大賞功労賞を受賞。
- 1983年
  - GII九スポ杯山陽王座決定戦（山陽）連覇。
  - GI開設記念山陽グランプリ（山陽）優勝。
- 1986年
  - 11月16日史上初の通算1000勝達成。
- 2004年
  - GI開場記念ゴールデンレース（浜松）をGI史上最年長（60歳6ヶ月）で優勝。
- 2005年
  - 7月25日普通開催、内外タイムス杯争奪戦（伊勢崎）9レース準決勝戦にて史上初の通算1500勝達成。
  - この年の特別賞と日刊三賞特別賞を受賞。
- 2009年
  - 12月8日JKAから現役引退が発表された。引退レースなどは行わず、静かに走路を去った。12月23日に引退式が行われた。